# Vaux-en-Vermandois

Vaux-en-Vermandois este o comună în departamentul Ain, Franța. În 1 ianuarie 2022 avea o populație de 142 de locuitori.